# Hawthorne (Nueva Jersey)
Hawthorne es un borough ubicado en el condado de Passaic en el estado estadounidense de Nueva Jersey. En el año 2010 tenía una población de 18,791 habitantes y una densidad poblacional de 2,111 personas por km².

## Geografía
Hawthorne se encuentra ubicado en las coordenadas 40°57′27″N 74°09′32″O / 40.95750, -74.15889.

## Demografía
Según la Oficina del Censo en 2000 los ingresos medios por hogar en la localidad eran de $55,340 y los ingresos medios por familia eran $65,451. Los hombres tenían unos ingresos medios de $46,270 frente a los $33,277 para las mujeres. La renta per cápita para la localidad era de $26,551. Alrededor del 3.4% de la población estaba por debajo del umbral de pobreza.